# Kärpeljaure (Jukkasjärvi socken, Lappland, 754273-159124)
Kärpeljaure är en sjö i Kiruna kommun i Lappland och ingår i Skjomavassdragets huvudavrinningsområde. Sjön har en area på 1,27 kvadratkilometer och ligger 939,2 meter över havet. Sjön avvattnas av vattendraget Kärpelijåkka.

## Delavrinningsområde
Kärpeljaure ingår i det delavrinningsområde (754372-159184) som SMHI kallar för Utloppet av Kärpeljaure. Medelhöjden är 970 meter över havet och ytan är 6,41 kvadratkilometer. Räknas de 4 avrinningsområdena uppströms in blir den ackumulerade arean 47,87 kvadratkilometer. Avrinningsområdets utflöde Kärpelijåkka mynnar i havet. Avrinningsområdet består mestadels av kalfjäll (79 procent). Avrinningsområdet har 1,35 kvadratkilometer vattenytor vilket ger det en sjöprocent på 21 procent.